# Circonscription électorale de Rheintal
La circonscription électorale de Rheintal (en allemand Wahlkreis Rheintal) est une circonscription électorale du canton de Saint-Gall en Suisse. 

## Histoire
La circonscription électorale de Rheintal est créée en 2003 de la fusion des anciens districts d'Oberrheintal et d'Unterrheintal et reprend le périmètre du district de Rheintal tel qu'il existait jusqu'en 1831.

## Communes
| Nom              | N° OFS | Population (décembre 2022) |
| ---------------- | ------ | -------------------------- |
| Altstätten       | 3251   | +012 278,                  |
| Au               | 3231   | +008 252,                  |
| Balgach          | 3232   | +005 067,                  |
| Berneck          | 3233   | +003 963,                  |
| Diepoldsau       | 3234   | +006 889,                  |
| Eichberg         | 3252   | +001 556,                  |
| Marbach          | 3253   | +002 137,                  |
| Oberriet         | 3254   | +009 180,                  |
| Rebstein         | 3255   | +004 906,                  |
| Rheineck         | 3235   | +003 481,                  |
| Rüthi            | 3256   | +002 472,                  |
| Sankt Margrethen | 3236   | +006 249,                  |
| Widnau           | 3238   | +010 178,                  |
| Total            | Total  | +076 608,                  |